# Schacht Sainte Marie
Der Schacht Sainte Marie gehört zu den Kohleminen von Ronchamp. Er wurde zwischen 1866 und 1958 sehr unregelmäßig zur Kohleförderung genutzt. Das Stahlbeton-Fördergerüst stammt aus dem Jahr 1924, seit dem 29. März 2001 ist dieser letzte verbliebene architektonische Zeuge des Kohleabbaus in Ronchamp ein Monument historique.

## Ansichten

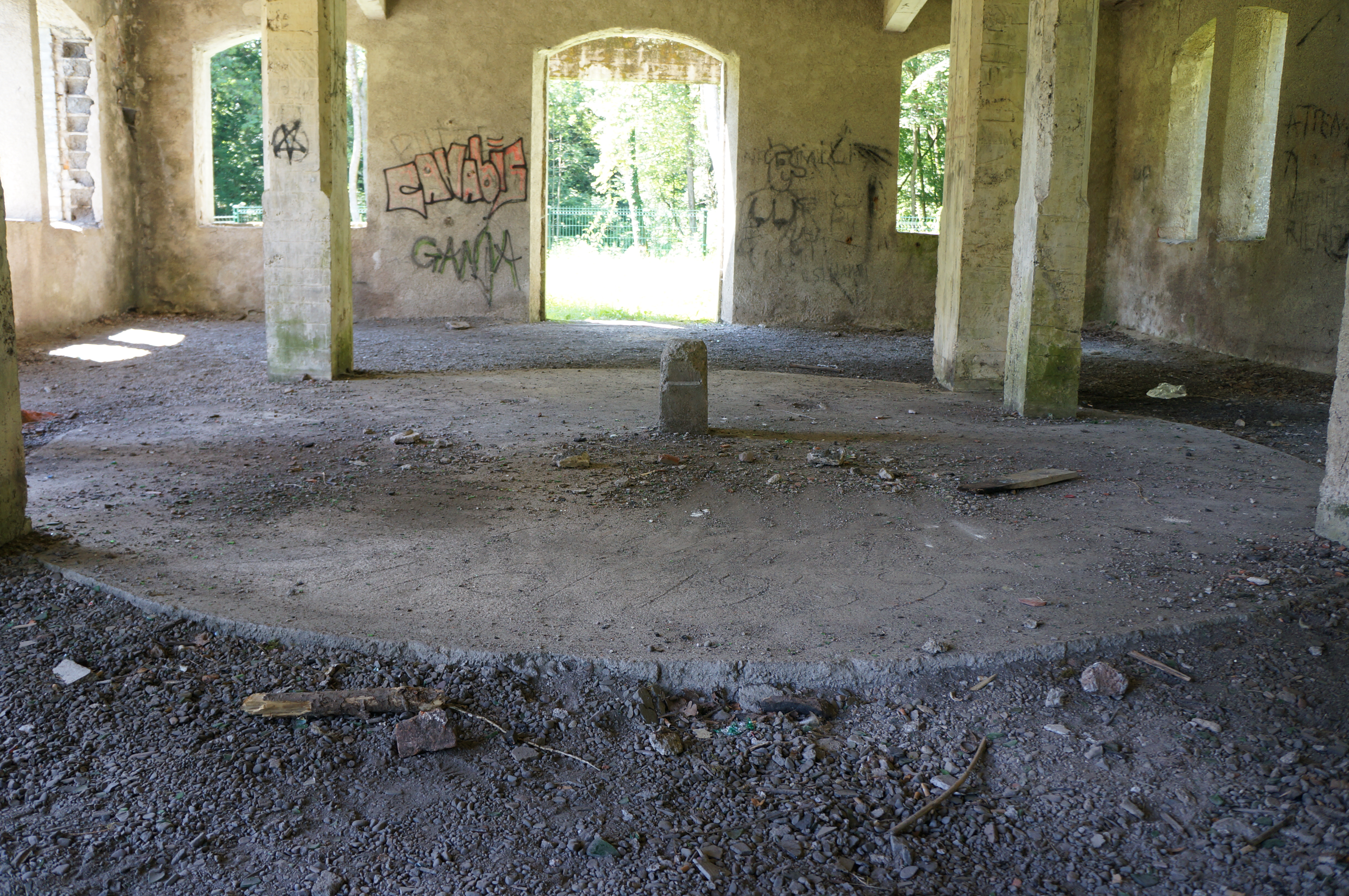
Schachtabdeckung.
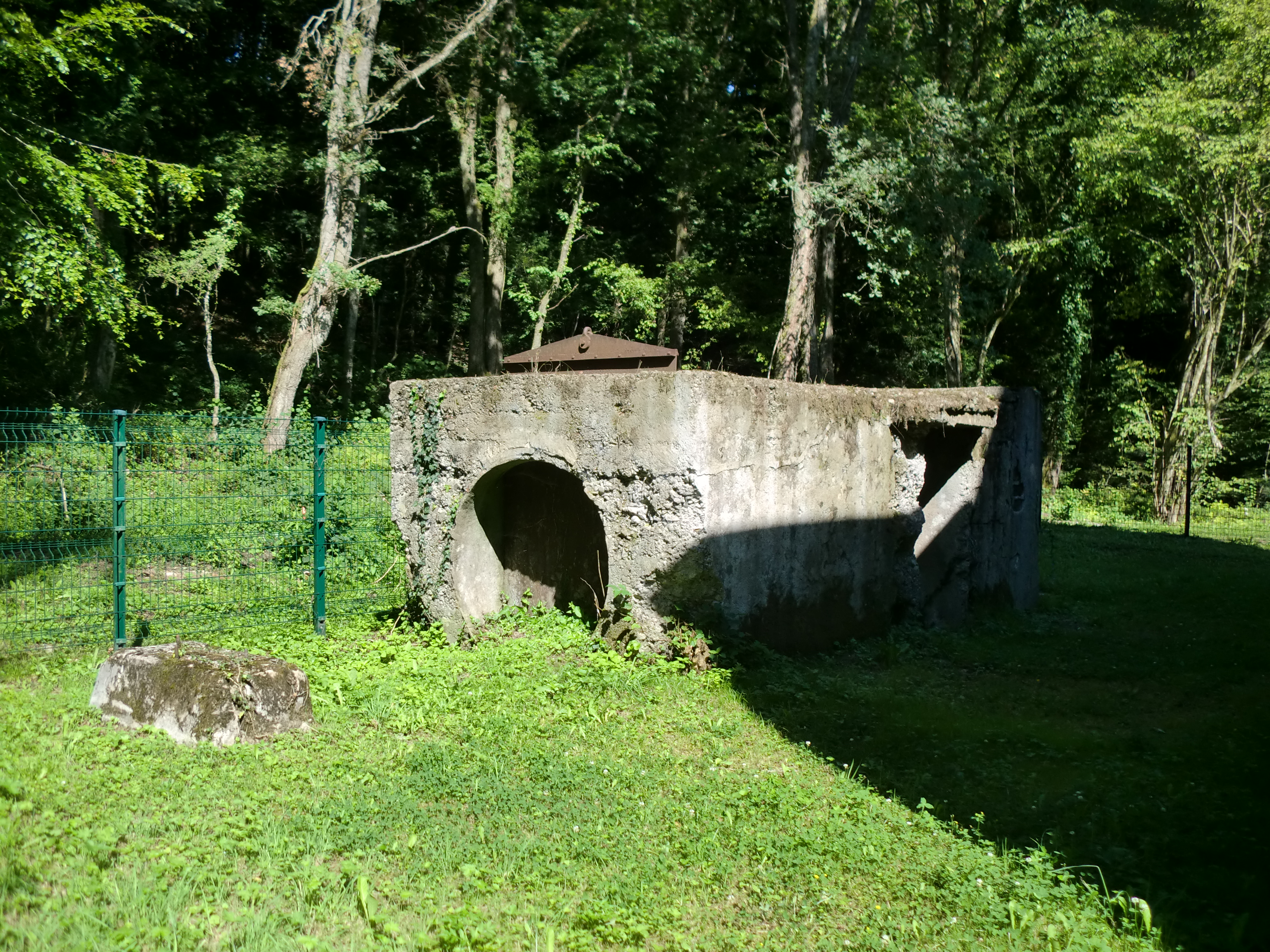
Überreste des Lüfters.
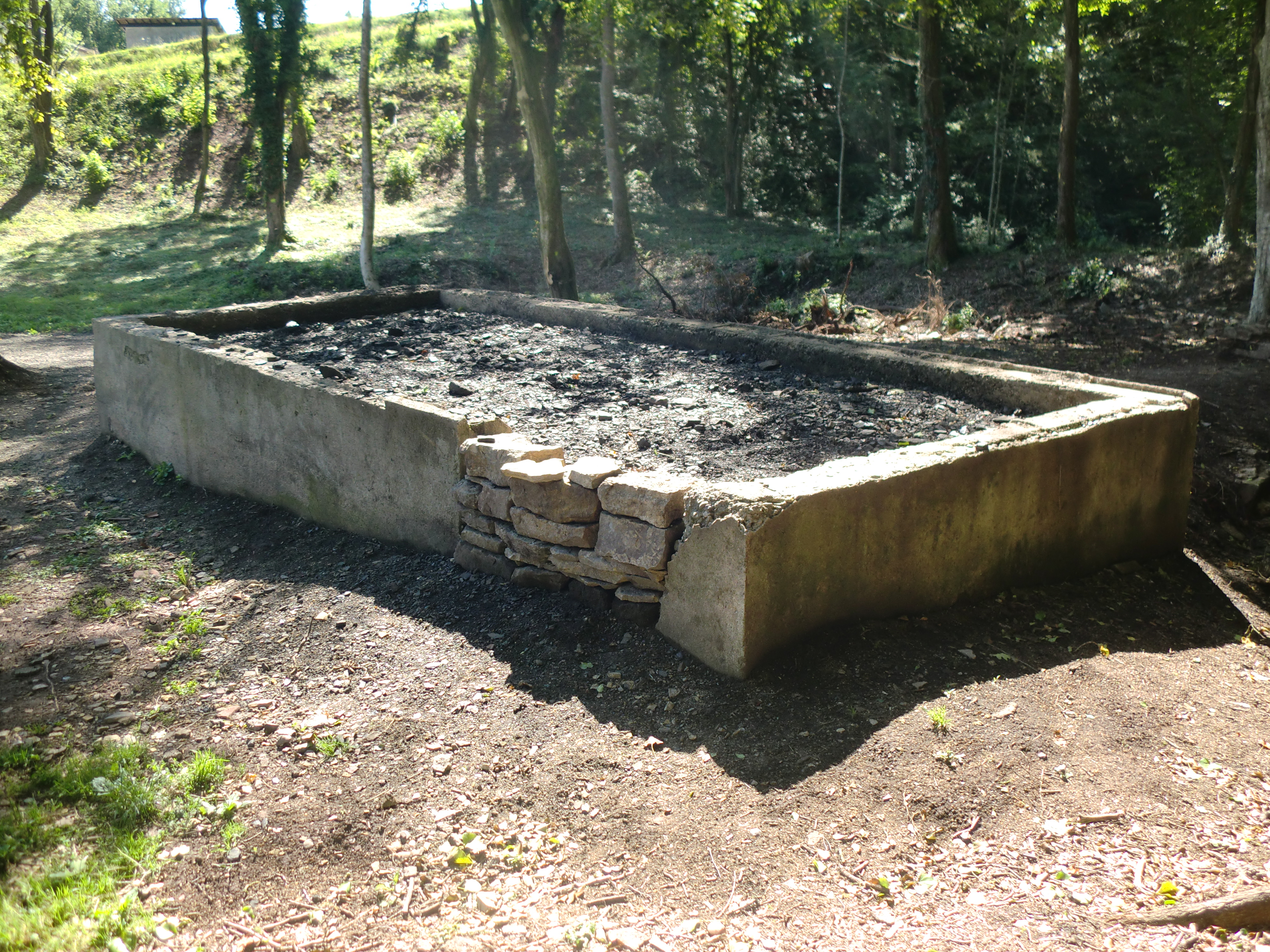
Reste der Leitwarte.
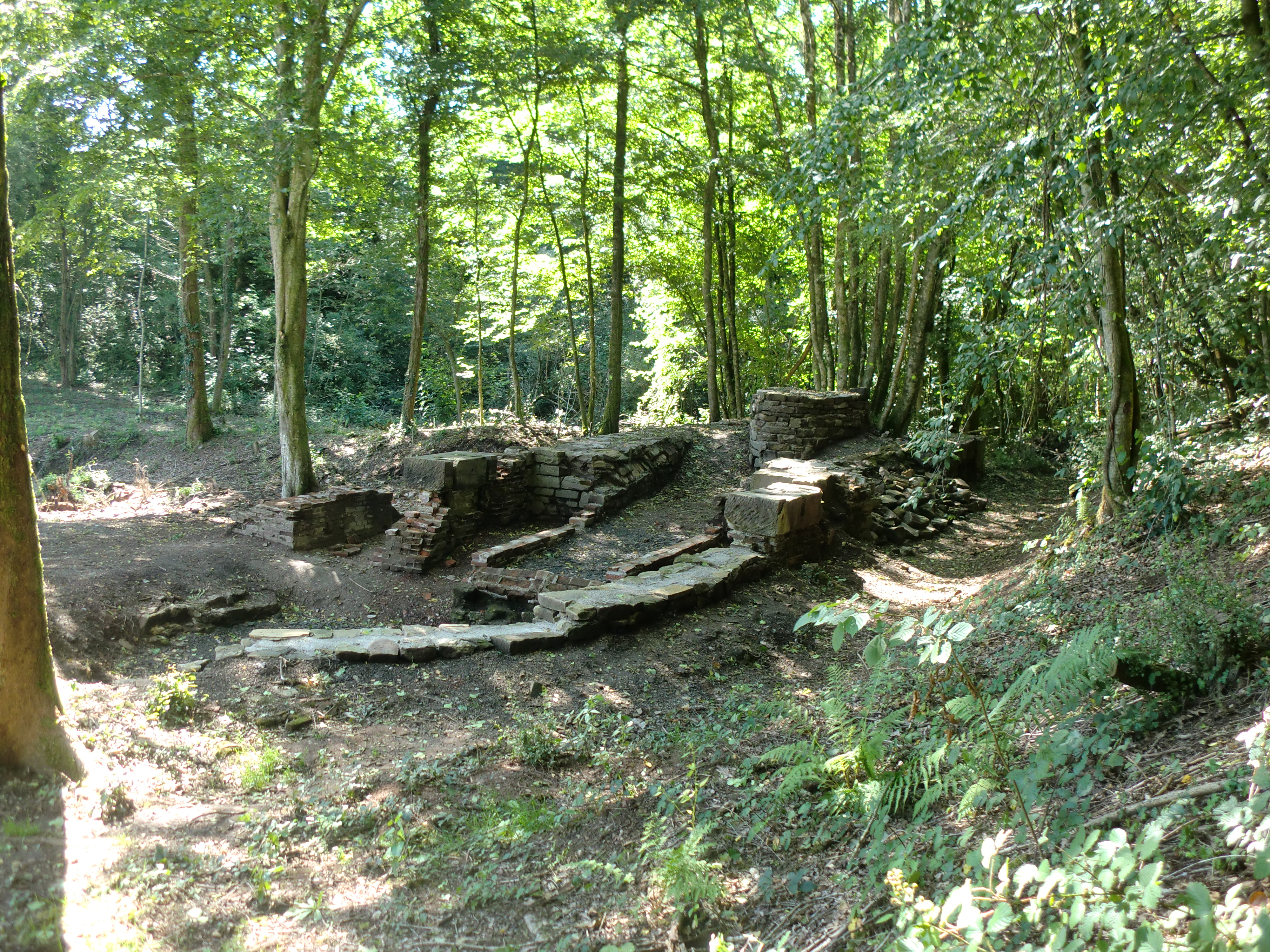
Das alte Kesselhaus von 1864.

Überreste :
1. Förderturm ;
2. Fördermaschine ;
3. Bewetterung Ventilator ;
4. Transformator ;
5. Alte Dampfmaschine und Ventilator.